# Naoyoshi Hikosaka
Naoyoshi Hikosaka (jap. 彦坂 尚嘉 Hikosaka Naoyoshi; ur. 1946 w Tokio) – japoński malarz.

## Życiorys
Jest malarzem, ale światową sławę przyniosło mu napisanie książki pt. „Recepcja, fazy awangardy”. 
Podczas studiów brał czynny udział w wystąpieniach studenckich w 1968 roku. Zadebiutował w 1970 roku. Pięć lat później wziął udział w Biennale w Paryżu. 
Opracował własną technikę malarsko-rzeźbiarską. Malował farbami akrylowymi na podłożu pokrytym abstrakcyjnymi reliefami. Początkowo zestawiał drewniane elementy (o czytelnej strukturze drewna) zgodnie z rytmem japońskiej formy poetyckiej tanka – 5.7.5.7.7. Później elementy zbliżały się kształtem do pudełek o coraz bardziej złożonych motywach. Hikosaka odrzucił klasyczną perspektywę zbieżną i odwoływał się do „potrójnego widzenia” ludowych malarzy koreańskich dynastii Yi oraz do tradycyjnego malarstwa japońskiego, pragnąc tworzyć dzieła o policentrycznej strukturze, które nazwał „obrazami złożonymi”.